# Constantin Cazimir
Constantin Cazimir (în rusă Константин Фёдорович Казимир, transliterat: Konstantin Kazimir, n. 24 decembrie 1860 – d. 12 iulie 1910) a fost un latifundiar, pedolog, pedagog, doctor în științe și politician țarist, deputat în Duma de Stat al celei de-a I-a convocări din partea Basarabiei. 
Ca filantrop, pe mijloacele sale, a întreținut zeci de copii basarabeni, cărora le oferea burse în diferite școli. Conacul său din satul Cernoleuca (raionul Dondușeni, Republica Moldova) se mai păstrează și astăzi (într-o stare avariată).

## Biografie
S-a născut în anul 1860 într-o familă nobiliară. A studiat la gimnaziul clasic din Camenița, iar între anii 1874-1879 la o școală reală din Chișinău. În 1879 a intrat la Academia agricolă „Petrovskaia” din Moscova, pe care a absolvit-o ca doctor în științe agricole.
Ca moșier a deținut mari terenuri în satul Vășcăuți din ținutul Hotin și Cernoleuca din ținutul Soroca. Timp de 21 de ani a fost membru al zemstvei.
A fost, de asemenea, membru al consiliului școlar al ținuturilor Hotin și Soroca, administrator al școlii agricole din Grinăuți, precum și al altor aproximativ 20 de școli. A făcut multă muncă educațională. A deschis pe cheltuiala lui și a întreținut școli pe toate moșiile sale. De asemenea, pe teritoriul moșiilor sale, a deschis și dotat spitale și băi publice pentru săteni. Își petrecea cea mai mare parte a timpului ajutându-i pe cei săraci. El a jucat un rol decisiv în soarta viitoarei actrițe Serafima Birman, plătindu-i primul an de studii la o școală de teatru.
În 1906 a fost ales în Duma de Stat a Imperiului Rus de prima convocare. În cadrul acesteia s-a alăturat partidului Cadeților, conform trudovicilor, poziția politică a lui Cazimir era între partidul reformelor democratice și partidul reînnoirii pașnice.
A instituit pe lângă Institutul de Medicină Experimentală din Petrograd, al cărui departament de bacteriologie a fost condus de ruda sa Serghei Vinogradski, două premii: pentru muncă în domeniul pelagrei și al doilea, pentru cercetarea cancerului.
A murit la 12 iulie 1910 din cauza diabetului.